# Тяудок
Тяудок (в'єт. Châu Đốc) — в'єтнамське місто в провінції Анзянг.

## Географія
Місто розташовано на кордоні з Камбоджею, на березі річки Бассак, за 250 км на захід від Хошиміна. За 7 км на південний захід від міста розташована гора Шам заввишки 230 м над рівнем моря.
Адміністративно місто поділено на 5 міських кварталів і 2 села (xã).